# Mortierella polygonia
Mortierella polygonia är en svampart som beskrevs av W. Gams & Veenb.-Rijks 1976. Mortierella polygonia ingår i släktet Mortierella och familjen Mortierellaceae.   Inga underarter finns listade i Catalogue of Life.